# Neobatrachus
Neobatrachus – rodzaj płazów bezogonowych z rodziny Limnodynastidae.

## Zasięg występowania
Rodzaj obejmuje gatunki występujące w Australii, z wyjątkiem Tasmanii.

## Systematyka

### Etymologia
- Neobatrachus: gr. νεος neos „nowy”[5]; βατραχος batrakhos „żaba”[6].
- Neoruinosus: gr. νεος neos „nowy”[5]; łac. ruinosus „rozwalony”[7]. Gatunek typowy: Heleioporus sudelli Lamb, 1911.

### Podział systematyczny
Do rodzaju należą następujące gatunki:
- Neobatrachus albipes Roberts, Mahony, Kendrick & Majors, 1991
- Neobatrachus aquilonius Tyler, Davies & Martin, 1981
- Neobatrachus fulvus Mahony & Roberts, 1986
- Neobatrachus kunapalari Mahony & Roberts, 1986
- Neobatrachus pelobatoides (Werner, 1914)
- Neobatrachus pictus Peters, 1863
- Neobatrachus sudelli (Lamb, 1911)
- Neobatrachus sutor Main, 1957
- Neobatrachus wilsmorei (Parker, 1940)